# Министерство промышленности и информатизации КНР
Министерство промышленности и информатизации КНР (кит. трад. 工业和信息化部, упр. 工業和信息化部, пиньинь Gōngyè Hé Xìnxīhuà Bù), — созданное в 2008 году ведомство КНР, ответственное за регулирование и развитие в стране почтовой связи, Интернета, беспроводной связи, теле- и радиовещания, производства электронных и информационных товаров, индустрии программного обеспечения и развитие информационного общества.
Министерство промышленности и информатизации не несет ответственности за регулирование контента медиа-индустрии. Регулирование контента находится в ведении Государственного управления радиовещания, кинематографии и телевидения.
Ответственность за регулирование коммуникаций, не являющихся электронными, в Китае возложена на Главное управление по делам печати и публикаций.

## История
В марте 2008 года Государственный совет КНР объявил на первой сессии Всекитайского собрания народных представителей 11 созыва, что вновь созданное Министерство промышленности и информатизации заменит Министерство информационных технологий. В состав нового министерства также были включены Комиссия по науке, технологиям и промышленности для национальной обороны, Государственный совет по информатизации и Комитет по табачной монополии.

## Перечень министров
(До 2008 года — министры информатизации)
1. Ву Чжичуань (吴基传): 1998—2003
2. Ван Сюдун (王旭东): 2003—2008
3. Ли Ичжун (李毅中): 2008—2010
4. Мяо Вэй (苗圩): 2010—2020
5. Сяо Яцин (肖亚庆): 2020—2022
6. Цзинь Чжуанлун (金壮龙): с 2022 года